# Обласні автомобільні шляхи Київської області
Обласні автомобільні дороги Київської області — автомобільні шляхи обласного значення, що проходять територією  Київської області України. Список включає усі дороги місцевого значення області, головним критерієм для визначення порядку слідування елементів є номер дороги у переліку.

## Перелік обласних автомобільних доріг у Київської області
| Номер дороги | Траса автодороги | Довжина | OpenStreetMap | Нотатки                                      |
| ------------ | --- | ------- | ------------- | -------------------------------------------- |
| О100406      | Бориспіль - Глибоке - 597 м ділянка, сумісна з Т 1016 - Вороньків - 252 м ділянка, сумісна з О100408 - Дачний Кооператив "Карань" - Кийлів | 25,6 км | r5891459      |                                              |
| О100407      | Т 1016 - Гнідин - Вишеньки - Петропавлівське - Т 1016                                                                                      | 15,7 км | r5927475      | Доповнювальний маршрут для автодороги Т 1016 |
| О100408      | Ревне (Т 1016) - Проців - Сальків - Жереб'ятин - Вороньків                                                                                 | 23,8 км | r5927637      |                                              |